# Ácido girofórico
El ácido girofórico es el tridépsido del ácido orselínico. Recibe su nombre debido a su presencia en Umbilicaria esculenta (Gyrophora esculenta), una especie de liquen.

También se halla presente en otras especies de líquenes, entre ellas:
- Cryptothecia rubrocincta[4]
- Ochrolechia frigida[5]
- Peltigera britannica[6]
- Peltigera collina[6]
- Peltigera hymenina[6]
- Lasallia pustulata[5][7]
- Xanthoparmelia pokomyi[4]